# 2010년 동계 올림픽 레바논 선수단
2010년 동계 올림픽 레바논 선수단은 캐나다 밴쿠버에서 개최된 2010년 동계 올림픽에 참가한 올림픽 레바논 선수단이다.

## 알파인 스키
| 선수        | 종목            | 결과    | 결과    | 결과    | 결과 | 결과 |
| 선수        | 종목            | 1차시기 | 2차시기 | 총계    | 순위 |      |
| ----------- | --------------- | ------- | ------- | ------- | ---- | ---- |
| 가산 아치   | 남자 대회전     | 1:27.19 | DNF     | DNF     | DNF  |      |
| 가산 아치   | 남자 회전       | DSQ     | DSQ     | DSQ     | DSQ  |      |
| 자키 차문   | 여자 회전       | 1:09.41 | 1:08.62 | 2:18.03 | 54   |      |
| 치린 은제임 | 여자 대회전     | 1:23.28 | 1:18.33 | 2:41.61 | 43   |      |
| 치린 은제임 | 여자 회전       | 58.97   | 59.23   | 1:58.20 | 43   |      |
| 치린 은제임 | 여자 슈퍼대회전 |         |         | 1:29.59 | 37   |      |

## 범례
|  | 세계 신기록                  |  |                   | 아프리카 신기록 |                      | Q | 예선 통과 |
|  | 올림픽 신기록                |  | 북아메리카 신기록 | DNS             | 경기를 시작하지 않음 |   |           |
|  |                              |  | 아시아 신기록     | DNF             | 경기를 마치지 않음   |   |           |
|  | 국가 신기록                  |  | 유럽 신기록       | DSQ             | 실격                 |   |           |
|  | 개인 최고 기록 (개인 신기록) |  | 오세아니아 신기록 | WD              | 기권                 |   |           |
|  | 시즌 최고 기록 (시즌 신기록) |  | 남아메리카 신기록 | NM              | 기록 없음            |   |           |

## 같이 보기
- 2010년 아시안 게임 레바논 선수단